# Axe Rennes-Redon
 (octobre 2018).
Si vous disposez d'ouvrages ou d'articles de référence ou si vous connaissez des sites web de qualité traitant du thème abordé ici, merci de compléter l'article en donnant les références utiles à sa vérifiabilité et en les liant à la section « Notes et références ».
L'axe Rennes-Redon est un axe routier à 2×2 voies située en Ille-et-Vilaine. D'une longueur de 58 km, il emprunte la route départementale 177 (RD 177) entre Rennes et Redon.

## Historique

### Route départementale 177
Dans l'Ille-et-Vilaine, la route départementale 177 correspond à un tronçon de la RN 177, déclassée dans les années 1970.

### Aménagement de la 2×2 voies
Le dernier tronçon de la 2×2 voies entre Saint-Just et Renac est mis en service en décembre 2021.

## Sorties
L'axe Rennes-Redon commence à partir de la sortie  8 Porte de Saint-Nazaire de la Rocade de Rennes : Saint-Nazaire, Bruz, Redon, Aéroport Rennes Saint-Jacques, Parc des Expositions, ZI Haie des Cognets, Saint-Jacques-de-la-Lande-Centre.
- Carrefour giratoire entre D177 et Voies communales : 
  - D177 : Toutes Directions, Centre commercial
  - Vers différents quartiers de Saint-Jacques-de-la-Lande
  - Pigeon Blanc, Résidence de la Rablais, Stade Salvador Allende
  - D177 : Saint-Nazaire, Redon, Bruz, aéroport Rennes Saint-Jacques, Parc des Expositions, Centre ville, Saint-Jacques Aéroport, ZI Haie des Cognets
- Traversée de la ville de Saint-Jacques-de-la-Lande
- Carrefour giratoire entre D177 et Voies communales : 
  - D177 : Rennes, Pigeon-Blanc
  - Centre ville, Médiathèque, Centre commercial, EPI-Condorcet, Parc de Saint-Jacques, Mairie
  - Vers différents quartiers de Saint-Jacques-de-la-Lande
  - D177 : Saint-Nazaire, Redon, Bruz, aéroport Rennes Saint-Jacques, Parc des Expositions, Saint-Jacques Aéroport, Collège Jean Moulin
- Traversée de la ville de Saint-Jacques-de-la-Lande
- Carrefour giratoire entre D177 et Voies communales :
  - D177 : Rennes, Pigeon-Blanc, Centre ville
  - Vers différents quartiers de Saint-Jacques-de-la-Lande
  - Vers différents quartiers de Saint-Jacques-de-la-Lande
  - D177 : Saint-Nazaire, Redon, Bruz, aéroport Rennes Saint-Jacques, Parc des Expositions, Saint-Jacques Aéroport
- Traversée de la ville de Saint-Jacques-de-la-Lande
- Carrefour giratoire entre D177 et Voies communales : 
  - D177 : Rennes, Saint-Jacques-de-la-Lande-Centre
  - ZI Haie des Cognets, PA Airlande, Collège Jean Moulin, Cimetière, Quartier commandant Stéphant, Gymnase Alice Milliat
  - ZA Mivoie, PSA Peugeot Citroën - Entrée Ouest
  - D177 : Saint-Nazaire, Redon, Bruz, aéroport Rennes-Saint Jacques, Parc des Expositions, Saint-Jacques Aéroport, PSA Peugeot Citroën - Entrée Sud
- Traversée de la périphérie de Rennes.
- Avant croisement à feux.
- Croisement à feux :
  - D177 : Rennes, Saint-Jacques-de-la-Lande-Centre
  - D834 : Aéroport Rennes Saint-Jacques, Saint-Jacques Aéroport, Centre culturel L'Aire Libre
  - D177 : Saint-Nazaire, Redon, Bruz, Parc des Expositions, PSA Peugeot Citroën - Entrée Sud
- Traversé de la périphérie de Rennes.
- D34 : Chavagne, Chartres-de-Bretagne, Campus de Ker Lann, Golf de Rennes, Parc des Expositions, ZA La Porte de Ker Lann, PSA Peugeot Citroën - Entrée Sud, ZI Bruz
- Fin de la périphérie de Rennes.
- D77 : Bruz, Cicé, Campus de Ker Lann
- D36 : Bruz, Cicé Blossac-Golf, Vert Buisson, Centre commercial, Pont Réan
- D44 : Goven, Bréal-sous-Montfort, ZA La Corbière
- D776 (Demi-échangeur depuis et vers Rennes) : La Chapelle-Bouëxic, Maure-de-Bretagne, Lassy, Baulon
- D38 : Guichen, Zone d'Activités
- D38 : Guichen, Bourg-des-Comptes, Janzé, ZA des Landes
- C (Demi-échangeur depuis et vers Rennes) : Le Pont de Canut
- D48 : Guignen, La Chapelle-Bouëxic, Saint-Senoux, Saint-Malo-de-Phily, Bourg-des-Comptes
- D49 (Quart-d'échangeur depuis Rennes) : Lohéac
- D772 : Lohéac, Musée de l'Automobile, Circuit Automobile, Maure-de-Bretagne, Guipry-Messac, Saint-Malo-de-Phily
- D352 : Lieuron, Parc d'Activités de Courbouton
- D777 : Pipriac, La Gacilly, Guipry-Messac, Sixt-sur-Aff, Bain-de-Bretagne, Vitré
- D59 : Pipriac, Langon, Saint-Ganton
- D54 : Saint-Just, Saint-Ganton, PA Bel Air, Parcs d'Activités
- D55 (Quart-d'échangeur depuis Rennes) : Renac-Le Tertre
- D56 : Renac, La Chapelle-de-Brain Langon, Grand-Fougeray
- D255 : Sainte-Marie, PA du Guénet, Aérodrome
- D67 (demi-échangeur depuis et vers Rennes) : Bains-sur-Oust, PA Tournebride, PA Lande de Saint-Jean
- D67 : Redon-Nord, Vannes, La Gacilly, Bains-sur-Oust, Zone commerciale, Parcs d'activité
- Fin de voie express, portion à 1 voie avec séparateur central.
- D65 : La Bigotaie
- Portion à 1 voie sans séparateur central.
- Viaduc au dessus de La Vilaine.
- Passage dans le département de la Loire-Atlantique. La D177 devient la D164.
- D775 : Saint-Nicolas-de-Redon, Redon-Centre, Avessac, Guémené-Penfao, Châteaubriant
- Fin de la voie express Rennes-Redon : Saint-Nicolas-de-Redon, Redon-Centre (Interdit aux poids lourds en transit), Centre commercial La Digue ; PA Cap Sud - Les Bauches ; Saint-Nazaire, La Baule, Fégréac, Pontchâteau, Blain, Nantes.